# Thượng Cát
Thượng Cát là một phường thuộc thành phố Hà Nội, Việt Nam.

## Địa lý
Phường Thượng Cát có vị trí địa lý:
- Phía Đông tiếp giáp phường Đông Ngạc (ranh giới đi theo sông Nhuệ - phố Viên - ranh giới cấp xã cũ)
- Phía Tây tiếp giáp xã Ô Diên (ranh giới đi theo đường ranh giới cấp huyện cũ)
- Phía Nam tiếp giáp phường Tây Tựu (ranh giới đi theo đường Tây Thăng Long - đường Liên Xã)
- Phía Bắc tiếp giáp các xã Thiên Lộc, Mê Linh (ranh giới đi theo đường dọc theo sông Hồng))

## Lịch sử
Trước đây, Thượng Cát là một xã thuộc huyện Từ Liêm cũ.
Ngày 27 tháng 12 năm 2013, Chính phủ ban hành Nghị quyết số 132/NQ-CP. Theo đó, thành lập phường Thượng Cát thuộc quận Bắc Từ Liêm trên cơ sở toàn bộ 388,90 ha diện tích tự nhiên và 10.000 người của xã Thượng Cát.
Ngày 16 tháng 6 năm 2025, Quốc hội Việt Nam quyết định sắp xếp toàn bộ diện tích tự nhiên, quy mô dân số của phường Liên Mạc, phường Thượng Cát, một phần diện tích tự nhiên của phường Minh Khai (quận Bắc Từ Liêm) và phường Tây Tựu, một phần phường Cổ Nhuế 2 và phường Thụy Phương thành phường mới có tên gọi là phường Thượng Cát.